# ميليدي (لا كرونيا)
بلدية ميليدي (بالإسبانية: Melide)‏، هي إحدى بلديات مقاطعة لا كرونيا إحدى مقاطعات إسبانيا، و التي تقع في منطقة جليقية شمال غرب إسبانيا.
يبلغ عدد سكانها 8.383 نسمة وفقاً لإحصائية سنة (2002).

## توأمة
لميليدي (لا كرونيا) اتفاقيات توأمة مع:
- كوليكيو